# Connettore jack

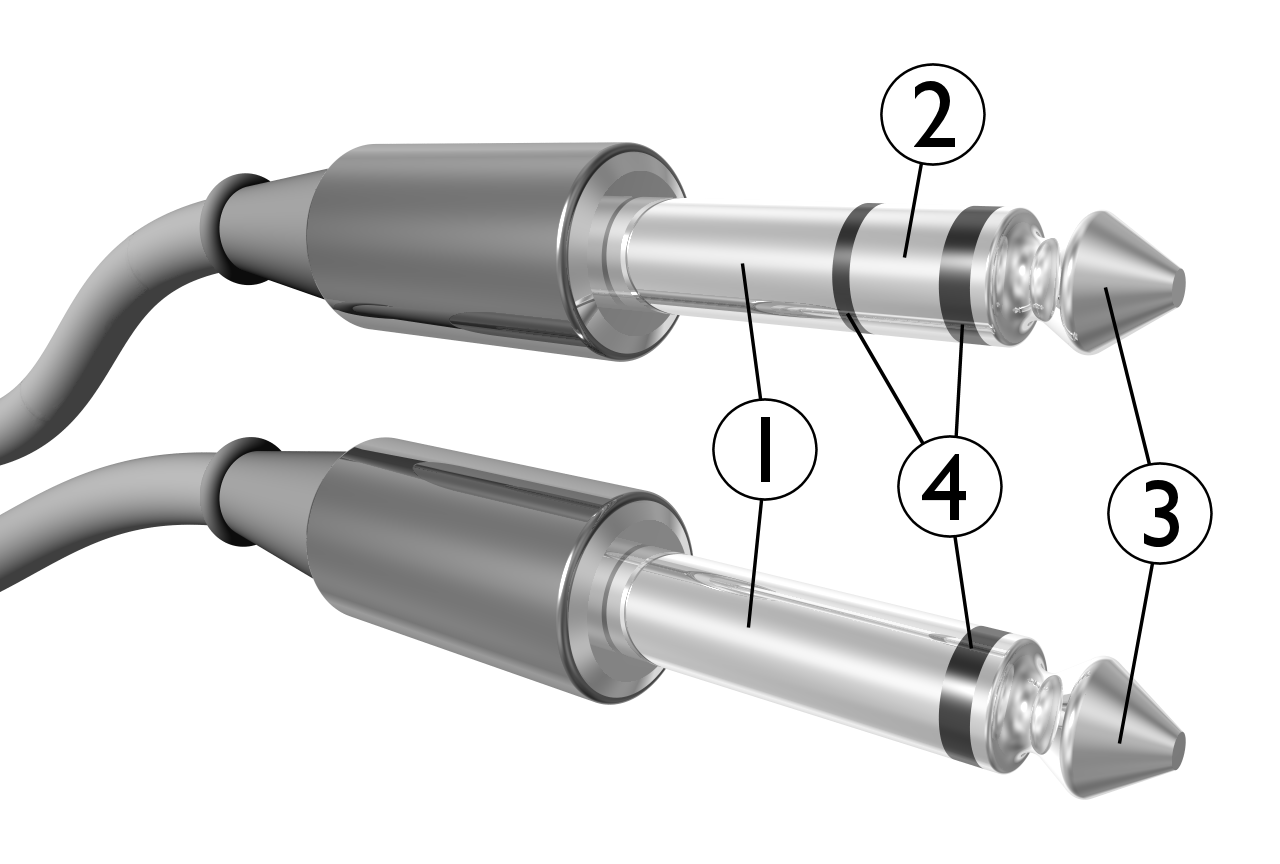
Connettore stereo in alto, mono in basso
1: manica (S: dall'inglese Sleeve)
2: anello (R: dall'inglese Ring)
3: punta (T: dall'inglese Tip)
4: anelli isolanti

Il connettore jack (noto anche come spinotto jack o semplicemente jack) è un connettore elettrico usato per trasportare segnali (per lo più audio in forma analogica) in bassissima tensione. È stato inventato nel XIX secolo (1878 circa) per l'uso in centralini telefonici, ed è uno degli standard più vecchi di connettore elettrico ancora in uso.

## Descrizione
Il connettore jack maschio ha forma cilindrica e può disporre da due a cinque contatti. Per indicare la quantità e la posizione dei contatti vengono usati gli acronimi: TS, TRS, TRRS e TRRRS, rispettivamente 2, 3, 4 e 5 contatti. Queste lettere derivano dalle iniziali delle seguenti parole inglesi: Tip (punta) corrisponde alla punta del connettore; Ring (anello) per le parti centrali; Sleeve (manica) per la base del connettore, spesso usata come massa. Per esempio un comune jack stereo per cuffie viene identificato come "jack TRS", in quanto dispone di tre contatti: la punta (T), un anello centrale (R) e il manicotto alla base (S).
Nella sua configurazione originale, il diametro esterno del connettore maschio che funge da conduttore è di 1/4 di pollice (6,35 millimetri). In seguito sono state prodotte varianti più piccole: la "mini" da 3,5 mm di diametro e "sub-mini" da 2,5 mm, oltre a una variante più grossa da 7,13 mm usata in aeronautica civile e militare.
Per effettuare la connessione il connettore maschio va inserito nella corrispondente presa jack femmina, la quale dispone di un foro dal diametro leggermente superiore al maschio e al cui interno sono montati i vari contatti. La presa jack femmina viene per lo più montata all'interno dei dispositivi da collegare tra loro, a volte però si può trovare anche come "presa volante" in prolunghe, adattatori e connettori maschio/femmina in diverse combinazioni e versioni. Alcuni connettori femmina sono dotati di contatti comandati dall'inserzione del maschio, che effettuano delle commutazioni sulla circuiteria interna, ad esempio escludendo l'altoparlante all'inserimento del jack nella presa auricolari.

### Versioni

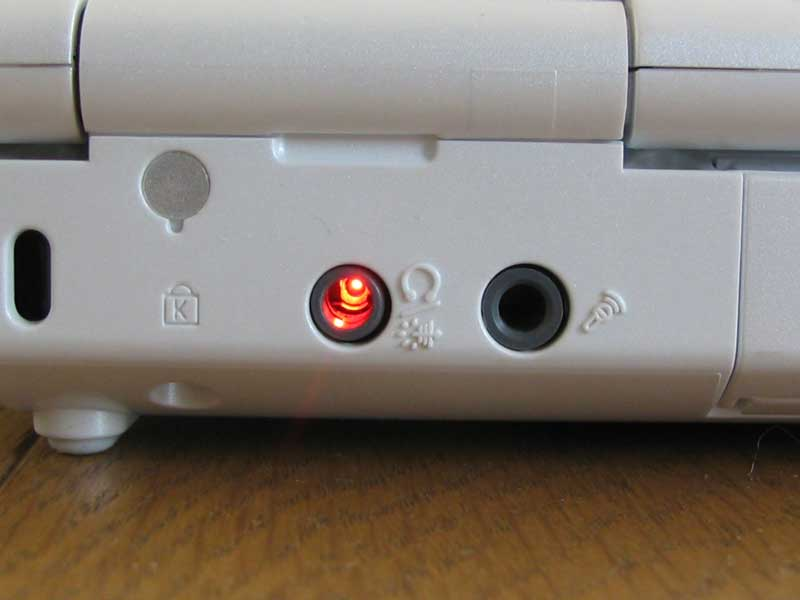
Connettori mini-jack femmina sul retro di un computer portatile.
A sinistra "uscita" analogica per cuffie insieme a uscita digitale ottica S/PDIF (integrate nello stesso connettore); a destra "ingresso" analogico microfono.

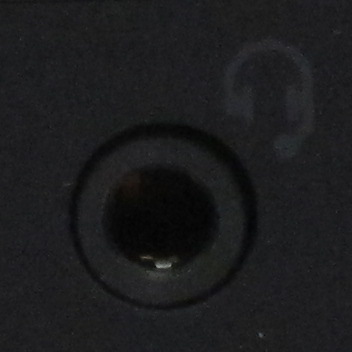
Mini-jack femmina 3,5 mm TRRS per cuffie stereo con microfono, su computer portatile.

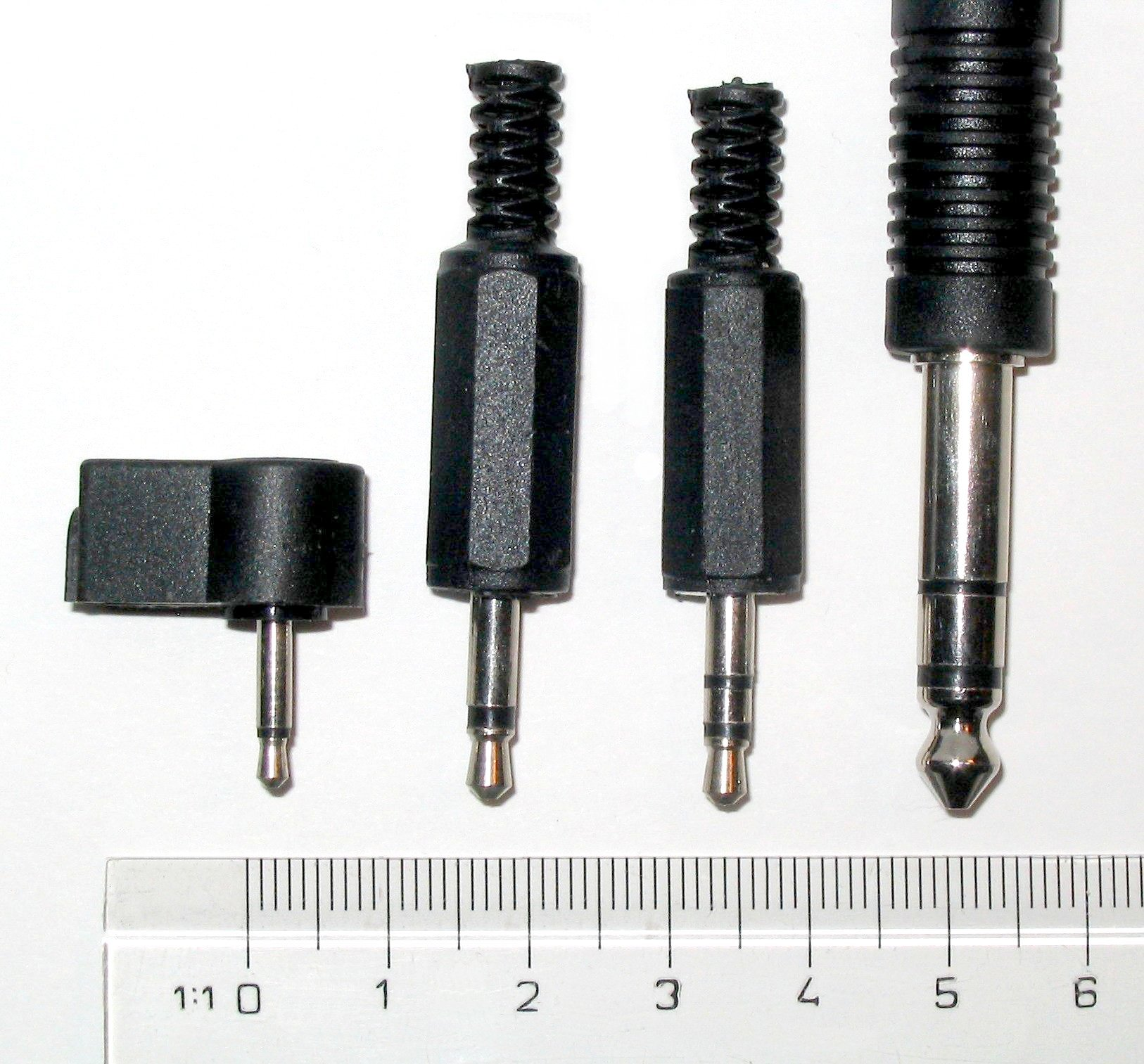
2,5 mm (3/32") mono (TS);
3,5 mm (1/8") mono (TS);
3,5 mm (1/8") stereo (TRS);
6,35 mm (1/4") stereo (TRS).

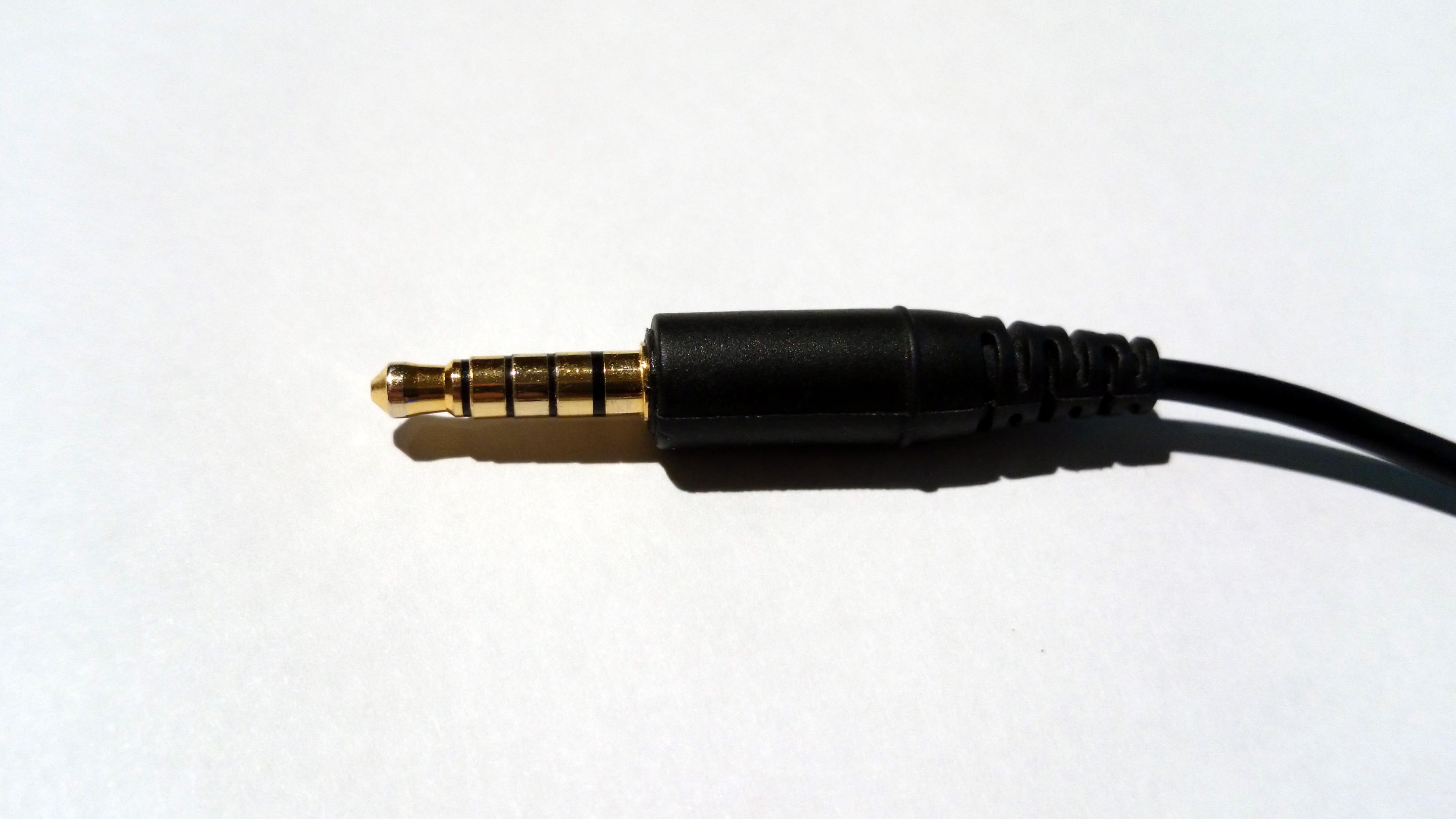
Connettore mini-jack 3,5 mm a 5 contatti.

Le diverse versioni di connettori jack per disponibilità di contatti sono:
| Tipo  | Contatti | Utilizzo                                                                         |
| ----- | -------- | -------------------------------------------------------------------------------- |
| TS    | 2        | in ambito audio per segnale mono sbilanciato, switch per strumenti musicali ecc. |
| TRS   | 3        | in ambito audio per segnale stereo o mono bilanciato, detto anche jack stereo    |
| TRRS  | 4        | per segnale stereo più microfono o canale video o switch ecc.                    |
| TRRRS | 5        | in alcuni dispositivi portatili con doppio microfono o uscita bilanciata stereo  |

Per diametro sono:
| Soprannome   | Diametro | Utilizzo                                                    |
| ------------ | -------- | ----------------------------------------------------------- |
| Submini-jack | 2,5 mm   | cuffie, smartphone, console, videocamere ecc.               |
| Mini-jack    | 3,5 mm   | cuffie, smartphone, lettori mp3, schede audio ecc.          |
| Jack         | 6,35 mm  | strumenti musicali, cuffie, amplificatori ecc.              |
| NATO Plug    | 7,13 mm  | cuffie per l'aviazione (elicotteri civili e aerei militari) |

Si differenziano anche per la loro forma:
- dritti: il connettore ha un'uscita rettilinea del cavo;
- angolari a 90°, detti anche a pipa o a "L" per via della forma del profilo piegata a 90 gradi sull'uscita del cavo; si utilizzano quando non c'è spazio o per evitare urti.

### Struttura
A seconda dell'utilizzo le parti del connettore hanno diverse funzioni. Per il connettore TS, quindi a due contatti, la punta (T) viene usata per il segnale, mentre la manica (S) viene usata per la massa; per gli altri tipi vedere le tabelle seguenti:
| Connettore TRS | Connettore TRS  | Connettore TRS  | Connettore TRS      |
| Contatto       | Stereo          | Mono bilanciato | Mono non bilanciato |
| -------------- | --------------- | --------------- | ------------------- |
| Punta (T)      | Canale sinistro | Polo caldo (+)  | Segnale             |
| Anello (R)     | Canale destro   | Polo freddo (-) | Massa               |
| Manica (S)     | Massa           | Massa           | Massa               |

| Connettore TRRS | Connettore TRRS               | Connettore TRRS | Connettore TRRS |
| Contatto        | Canale                        | variante A      | variante B      |
| --------------- | ----------------------------- | --------------- | --------------- |
| Punta (T)       | Canale sinistro               |                 |                 |
| 1º anello (R1)  | Canale destro                 |                 |                 |
| 2º anello (R2)  | aux (var. A) o massa (var. B) |                 |                 |
| Manica (S)      | massa (var. A) o aux (var. B) |                 |                 |

Nei connettori TRRS l'assegnazione dei pin secondo la variante A (standard OMTP – Open Mobile Terminal Platform) è utilizzata dai vecchi telefoni Nokia, Samsung e Sony Ericsson, mentre la variante B (standard CTIA – Cellular Telephone Industries Association) è utilizzata da Apple (p.e. iPhone e iPad), così come dai telefoni Nokia, Samsung e Sony più recenti, oltre che da altre marche e dispositivi. A seconda del dispositivo su cui viene implementato, il pin contrassegnato come "aux" può essere usato come uscita microfonica o per veicolare un segnale video composito (CVBS).

## Applicazioni
Il connettore jack è principalmente usato per la connessione di dispositivi audio analogici.
Viene largamente usato per connettere cuffie audio e microfoni a diversi dispositivi tra cui smartphone, tablet, computer e televisori. È inoltre molto diffuso nei collegamenti tra strumenti musicali ed amplificatori o mixer; per esempio la maggior parte delle chitarre elettriche, bassi elettrici, strumenti musicali elettronici e relativi accessori usano questo tipo di connettore.
Nella forma mini-jack TS a volte viene usato per trasportare audio digitale S/PDIF tramite opportuno cavo.
In ambito più specialistico il connettore jack TRS è utilizzato anche per realizzare collegamenti detti Insert/Cavi Y tra mixer audio e processori esterni (outboard). In alcuni impianti di antifurto il jack TS costituiva la chiave per abilitare/disabilitare l'allarme, avendo al suo interno un circuito che ne autorizzava il controllo, questo sistema è ormai caduto in disuso.
In generale, sebbene sia per lo più utilizzato in ambito audio, come nel tradizionale connettore TRS per cuffie stereo e per il collegamento della chitarra elettrica, il connettore jack è stato e viene ancora utilizzato nei più disparati tipi di collegamenti elettrici in bassissima tensione, inizialmente solo con segnale analogico, successivamente anche con segnale digitale.

## Peculiarità e relativi problemi

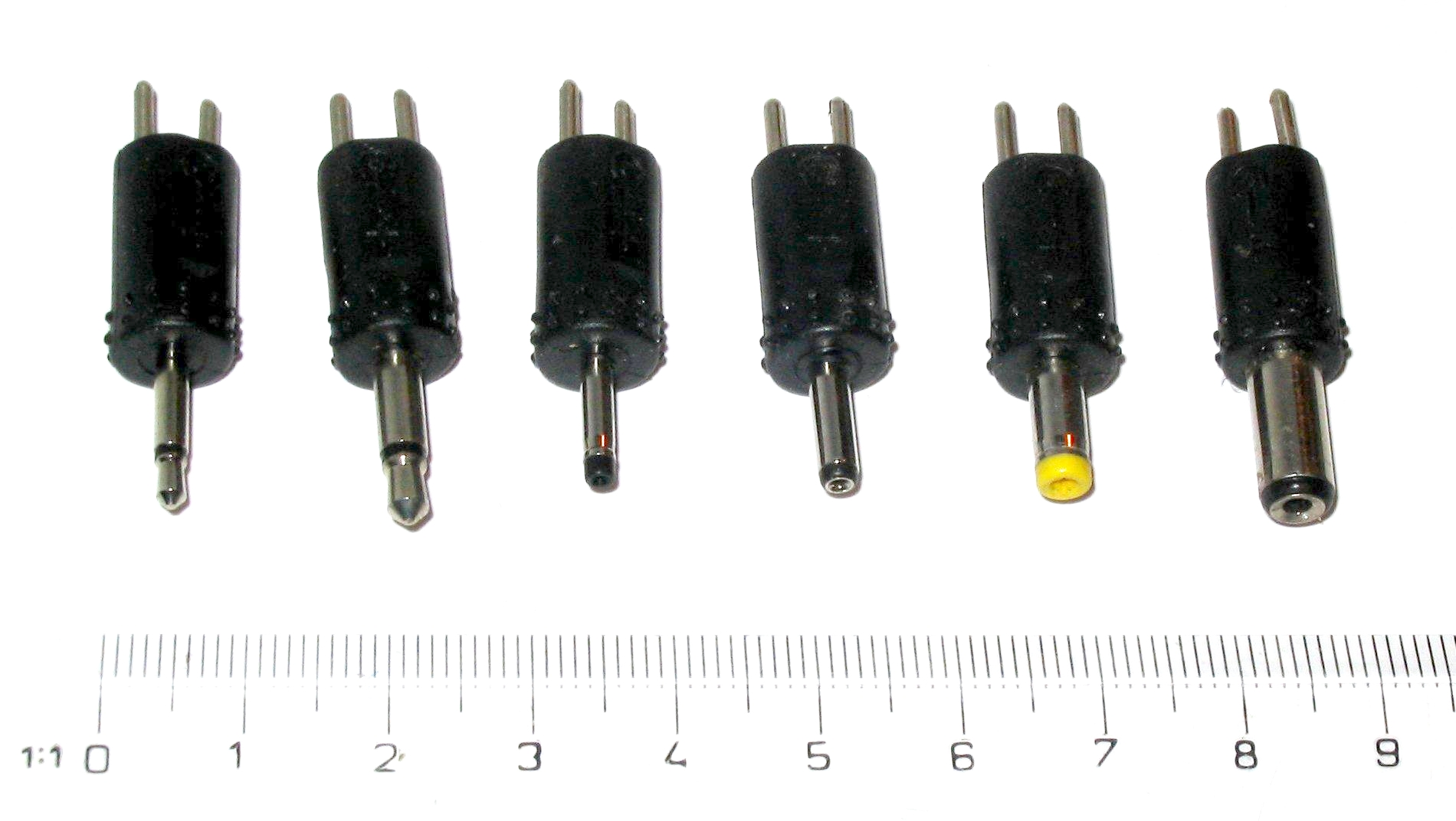
Connettori usati per alimentazione, jack a sinistra e DC plug a destra.

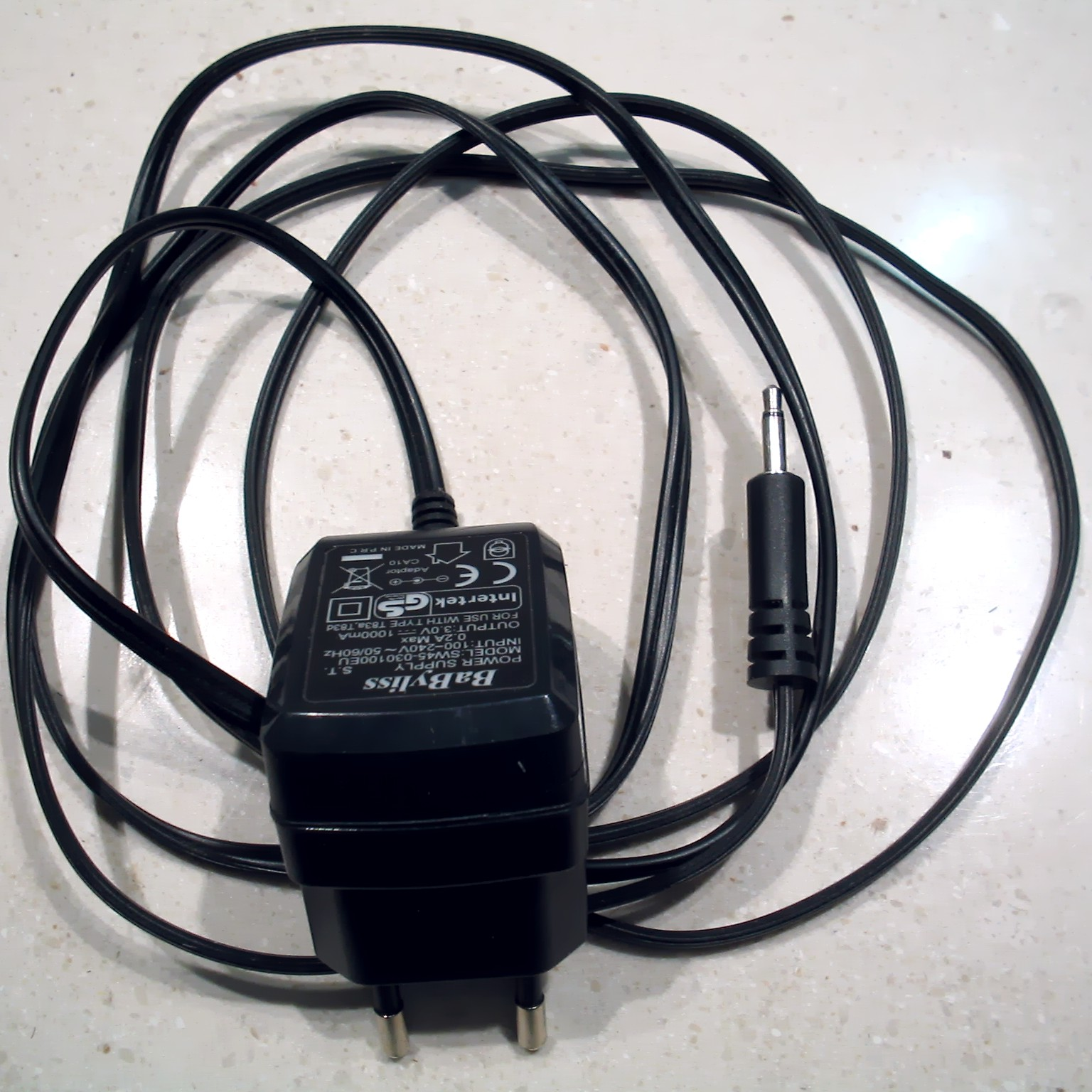
Alimentatore con connettore jack

Durante l'inserimento o estrazione di un connettore jack, i contatti del maschio vengono temporaneamente cortocircuitati, per questo motivo esso non è adatto all'utilizzo in connessioni elettriche per alimentazione, con corrente o tensione elevata. Il cortocircuito temporaneo dovuto all'inserimento o estrazione potrebbe danneggiare sia l'alimentatore che il dispositivo da alimentare; ciononostante, a volte il connettore mini-jack o submini-jack viene usato per collegare alimentatori o caricabatterie di piccola potenza a piccoli elettrodomestici o vecchi effetti per chitarra elettrica (e loro riproduzioni). Per i motivi sopra descritti, quest'uso è deprecato e al suo posto si preferisce l'utilizzo del più adatto connettore DC (DC plug).
Il connettore jack (sia maschio che femmina) normalmente viene utilizzato indifferentemente per erogare il segnale o per riceverlo. Il maschio può essere montato su ambo i capi del cavo e al contempo le femmine jack possono avere funzione di uscita nell'apparecchiatura sorgente o funzione di ingresso in quella di destinazione. Il jack quindi può essere usato contemporaneamente in ambo le direzioni ed è facile confondere un connettore che porta segnale con uno che lo riceve, con il rischio di collegare due uscite di segnale anziché un'uscita con un ingresso; per questo motivo i connettori jack normalmente non vengono utilizzati in quei contesti dove scambiare ingresso e uscita (o viceversa) può provocare danni.
Poiché i connettori Jack, nei loro vari tipi, possono essere utilizzati per diversi segnali elettrici (digitali e analogici), su cavi di diverso tipo (schermato, non schermato, impedenza specifica, multicanale ecc.) e con un utilizzo non standard dei contatti, è relativamente facile eseguire un collegamento sbagliato. Per questi motivi, nella scelta di cavi e adattatori jack, è necessario sapere con certezza il tipo di segnale in uso, il tipo di cavo, come sono collegati i contatti del connettore jack da ambo i capi del cavo e il tipo di cablatura dei relativi connettori nelle apparecchiature che si vuole collegare. Nei connettori jack femmina da pannello è difficile comprendere dall'esterno se siano tipo TS, TRS ecc. e in che modo siano cablati; per questo motivo accanto al jack femmina viene spesso riportata una serigrafia stilizzata che descrive il tipo di connettore, chiarendo anche se si tratta di un ingresso o di un'uscita. Su alcuni computer e schede audio, per identificare la funzione del collegamento, vengono utilizzati dei codici colore per il corpo del jack maschio e relativo anello esterno della femmina, questi colori generalmente sono: verde per l'uscita audio stereo frontale e/o cuffie, blu per la linea d'ingresso e rosa per l'ingresso microfono.
Se si effettua la connessione ad apparecchiature accese, nel momento del collegamento/scollegamento possono verificarsi forti ronzii e/o soffi, quindi è preferibile collegare/scollegare il connettore solo con apparecchiature silenziate (volume al minimo), disattivate o spente.